# Siegfried Rothe
Siegfried Rothe (* 18. Januar 1938 in Potsdam) ist ein ehemaliger deutscher Langstreckenläufer, der für die DDR startete.
Über 10.000 m kam er bei den Leichtathletik-Europameisterschaften 1962 in Belgrad auf Rang 13 und bei den Olympischen Spielen 1964 in Tokio auf den 20. Platz.
Seine persönliche Bestzeit über diese Distanz von 29:08,4 min stellte er am 13. August 1964 in Potsdam auf.
Siegfried Rothe startete für den SC Dynamo Berlin.